# 余伯泉 (上將)
余伯泉（1910年4月5日—1982年5月28日），中華民國陸軍二級上將，號子龍，廣東省台山人，曾任三軍大學首任校長，對中華民國國軍之戰略教育與深造教育等軍事學術改革有極大貢獻，包括前聯勤總司令蔣緯國、羅友倫上將等高階將領皆曾深受其指導。

## 生平
余伯泉在1923年畢業於拔萃小學，1930年畢業於香港拔萃男書院，先后就讀英國剑桥大学彭布罗克学院（文科）、英國皇家軍校、英國皇家砲兵學校、防空高射砲校、陸軍大學特別班第五期、美國陸軍指揮參謀學院正規班（USACGSC）、國防大學聯戰系第三期。
英國劍橋大學法律系碩士，留英期間曾獲燕拿法院大律師資格。回國後，投身軍旅，歷任陸軍軍職，累升至軍長（1961年）、副參謀總長（1965年）、總統府參軍長（1966年）、三軍大學校長（1968年）等職。
1975年退役，出任港臺貿易公司與台港貿易公司董事長，主管香港與臺灣之間的貿易業務。對軍事戰略素有研究，著有《美聯合參謀戰略計畫作為之研究》等。

## 獲得榮譽
- 景風甲種獎章
- 弼亮甲種獎章
- 陸光甲種獎章
- 干城甲種二等獎章
- 干城甲種一等獎章
- 光華甲種二等獎章
- 光華甲種一等獎章
- 陸海空軍甲種一等獎章
- 勝利勳章
- 忠勤勳章
- 忠勇勳章
- 五等寶鼎勳章
- 四等雲麾勳章（1949）
- 三等寶鼎勳章（1959）
- 二等雲麾勳章（1960）
- 乾元勳章（1961）
- 陸軍七星寶星獎章（1962）
- 陸海空軍甲種二等獎章（1962）
- 一等績學獎章（1966）
- 一等雲麾勳章（1971）
- 洛書勳章（1973）
- 二等寶鼎勳章（1975）

## 家庭
- 父:余芸(1890-1966)，號逸民(逸翁)，牛津大學墨頓學院政治經濟學學士，國學造詣極深。香港教育司署高級視學官。[2]
- 母:林蘭仙(1891-1973)，與余芸育四男五女，余伯泉將軍居長。

- 二弟:余平仲，香港華仁書院畢業，一九四一年十二月於香港大學文學系四年級就讀，日本進攻香港，日軍入城後，港大當局提前頒發戰時學位予應屆畢業生。抗日戰爭時期，先於重慶防空總監部任黃鎮球將軍之英文秘書兼翻譯，後又調至第七戰區任職。抗戰勝利後赴美於聖路易大學獲得經濟學碩士學位，嗣又修習法律，並於香港執業律師。

- 三弟:余叔韶，同係華仁書院及香港大學文學系畢業，抗日戰爭初期應英國海軍情報局（英语：Naval Intelligence Division）之聘於閩粵沿海蒐集日本海軍動態情報，後至第七戰區政治部任英文翻譯。一九四六年獲香港政府勝利獎學金赴英國深造，先獲牛津大學梅頓學院文學士，再於倫敦林肯法律學院(Lincoln's Inn)考得大律師銜，返港執業律師，專任刑事案件辯護，名重一時，一九九四年獲香港大律師公會頒贈終身會員榮銜。他並致力促成香港大學創立法律系，對保障香港地區法制健全與增進公眾對法治之認識貢獻卓著。

- 四弟:余季皋，先於香港大學肄業，一九四六年獲香港政府勝利獎學金赴英國深造，獲劍橋大學龐貝祿學院文學士，後定居加拿大多倫多市。

- 長妹:余湘婉，早年留學英國，夫婿唐肇元係劍橋大學唐寧學院畢業。

- 二妹:余洪鈞，香港大學畢業。

- 三妹:余敏生，香港大學畢業，抗戰時於廣西境內雷州灣地區擔任教職，同時為國軍情報單位工作，一九四六年獲于斌主教獎學金赴美進修，於聖方濟各大學獲新聞學碩士學位。

- 四妹:余詠年，

- 五妹:余昆鳴。

- 妻:歐授真女士，先世為廣東中山望族，後遷澳洲於雪梨經商，歐女士亦於該埠就學。1932年於英國與將軍相識，交往數年。1937年元月兩人在廣州結褵，將軍時任第四路軍總部參謀處少校參謀。七七盧溝橋事變突起，舉國抗戰於焉開始，八月卅一日敵機首次空襲廣州，經過多次警報，政府命令疏散，夫人遂離穗赴港，就翁姑而居。翌年秋，子國藩在港寓出生。未幾廣州淪入敵手，伯泉將軍已任廣東綏靖主任公署高炮營營長，率部退至粵北繼續抗戰。余夫人則隨侍翁姑，撫養幼兒。至香港淪陷，始隨翁姑攜幼兒避居內地，隨軍事變動，轉徙贛南粵北各縣。抗戰期間，余夫人始終隨侍逸翁老人，因得拜讀老人所為詩作，隨讀隨抄，積為《逸翁詩稿》乙冊，1959年二月為將軍尊翁尊萱七十雙慶，特將此一詩稿付梓，奉呈堂上老人並分贈親友，藉表萊衣之舞及稱觴祝嘏之意。民國四十年將軍於陸軍總司令部任職，夫人攜子來台。婦聯總會成立，曾襄助蔣夫人宋美齡女士有關總會祈禱會之工作，後並被聘為該會顧問，獻替良多。華興中學初創，亦曾應聘任教英文數年，其品學向為蔣夫人所器重。余將軍逝世後，歐女士於三軍總醫院住院療養，蔣夫人自美返國獲悉後，曾專程親往醫院探視，時人甚感詫異，實不知有此淵源。又據黃埔一期烈士甘麗初將軍之女公子，前台大物理系教授甘桂翹稱：「於台大就讀時，參加基督教『校園團契』，余夫人歐女士為團契董事，氣質高雅，熱心參與各項活動，同學們尊稱她為『余伯母』。」

- 子:余國藩(1938.10.6-2015.5.12)，中研院院士、第22屆(1998年7月)人文及社會科學組。

- 媳:鄧冰白女士，係鄧鏗上將之孫女，鄧偉棠將軍之女

- 孫:余逸民，(與曾祖父逸翁尊號相同)，寓有感念逸翁之深遠意涵，1997年獲耶魯大學哲學博士，亦係專攻英國文學。

## 外部連結
- 余伯泉上將簡歷[永久]
- 余伯泉將軍與其軍事思想 （页面存档备份，存于）